# Elaphria renipes
Elaphria renipes là một loài bướm đêm trong họ Noctuidae.